# Kärsämäki
Den här artikeln handlar om kommunen. För stadsdelen i Åbo, se Kärsämäki, Åbo.
Kärsämäki är en kommun i landskapet Norra Österbotten i Uleåborgs län. Kärsämäki har 2 533 invånare och har en yta på 700,9 km².
Grannkommuner är Haapajärvi, Haapavesi, Pyhäjärvi, Pyhäntä och Siikalatva.
Kärsämäki är enspråkigt finskt.

## Geografi
I kommunen finns Finlands geografiska mittpunkt. Under en längre tid låg mittpunkten i Piippola, men på grund av landhöjningen "vandrar" den, och ligger alltså för tillfället i Kärsämäki.

### Tätorter
Vid tätortsavgränsningen den 31 december 2021 fanns endast en tätort inom Kärsämäki kommuns område: Kärsämäki kyrkoby med 1 167 invånare.

## Styre och politik

### Mandatfördelning i Kärsämäki kommun, valen 1976–2021
| 4 | 1 | 1 | 15 |

| 3 | 1 | 1 | 15 | 1 |

| 2 | 1 | 3 | 1 | 14 |

| 2 | 1 | 4 | 14 |

| 2 | 1 | 2 | 1 | 15 |

| 2 | 1 | 3 | 15 |

| 1 | 1 | 3 | 16 |

| 6 | 15 |

| 14 | 7 |

| 8 | 12 | 1 |

| 14 | 7 |

| 7 | 11 | 1 | 2 |

| 13 | 8 |

| 4 | 3 | 12 | 2 |

| 16 | 5 |

| 1 | 5 | 14 | 1 |

| 11 | 10 |

### Vänorter
Kärsämäki har inga vänorter.

## Befolkningsutveckling
| Befolkningsutvecklingen i Kärsämäki kommun 1975–2020                                                         | Befolkningsutvecklingen i Kärsämäki kommun 1975–2020 | Befolkningsutvecklingen i Kärsämäki kommun 1975–2020 | Befolkningsutvecklingen i Kärsämäki kommun 1975–2020 | Befolkningsutvecklingen i Kärsämäki kommun 1975–2020 |
| --- | ---------------------------------------------------- | ---------------------------------------------------- | ---------------------------------------------------- | ---------------------------------------------------- |
| |                                                      |                                                      |                                                      |                                                      |
| År |                                                      |                                                      | Folkmängd                                            |                                                      |
| 1975 | 1975                                                 |                                                      | 3 549                                                |                                                      |
| 1980 | 1980                                                 |                                                      | 3 393                                                |                                                      |
| 1985 | 1985                                                 |                                                      | 3 635                                                |                                                      |
| 1990 | 1990                                                 |                                                      | 3 582                                                |                                                      |
| 1995 | 1995                                                 |                                                      | 3 539                                                |                                                      |
| 2000 | 2000                                                 |                                                      | 3 207                                                |                                                      |
| 2005 | 2005                                                 |                                                      | 3 025                                                |                                                      |
| 2010 | 2010                                                 |                                                      | 2 872                                                |                                                      |
| 2015 | 2015                                                 |                                                      | 2 658                                                |                                                      |
| 2020 | 2020                                                 |                                                      | 2 538                                                |                                                      |
| Anm: Uppgifterna avser förhållandena den 31 december nämnda år enligt områdesindelningen den 1 januari 2022. |                                                      |                                                      |                                                      |                                                      |

### Språk
Befolkningen efter språk (modersmål) den 31 december 2022. Finska, svenska och samiska räknas som inhemska språk då de har officiell status i landet. Resten av språken räknas som främmande. För språk med färre än 10 talare är siffran dold av Statistikcentralen på grund av sekretesskäl.
| Språk                        | Talare 2022-12-31 | Talare 2022-12-31 |
| Språk                        | Antal             | Andel (%)         |
| ---------------------------- | ----------------- | ----------------- |
| Hela befolkningen            | 2 474             | 100,0             |
| Inhemska språk totalt        | 2 445             | 98,8              |
| Finska                       | 2 443             | 98,7              |
| Svenska                      | 2                 | 0,1               |
| Främmande språk totalt       | 29                | 1,2               |
| Estniska                     | 13                | 0,5               |
| Språk med färre än 10 talare | 16                | 0,6               |

|  | Finska (98,7 %) |

|  | Svenska (0,1 %) |

|  | Främmande språk (1,2 %) |

|  | Finska (98,7 %) |

|  | Svenska (0,1 %) |

|  | Främmande språk (1,2 %) |